# Éliminatoires de la Coupe du monde féminine de football 2023
 (septembre 2022).
Si vous disposez d'ouvrages ou d'articles de référence ou si vous connaissez des sites web de qualité traitant du thème abordé ici, merci de compléter l'article en donnant les références utiles à sa vérifiabilité et en les liant à la section « Notes et références ».
Navigation
Édition précédente Édition suivante
Les éliminatoires pour la Coupe du monde féminine de football 2023 mettent aux prises un nombre record de 179 équipes nationales, afin de qualifier 30 sélections pour disputer la phase finale qui se joue en Australie et en Nouvelle-Zélande du 20 juillet au 20 août 2023.

## Confédérations
Les qualifications sont organisées au sein des six confédérations continentales. Les équipes océaniennes de l'Australie et de la Nouvelle-Zélande, qui sont les deux pays hôtes du tournoi, sont qualifiées d'office. Cependant, l'Australie étant membre de la Confédération asiatique de football, celle-ci est comptée comme tel dans le tableau ci dessous.
| Confédération | Membres | Membres de la FIFA | Engagés | Mode de qualification                   | Qualifiés d'office | Qualifiés direct (après éliminatoires) | Barragistes intercont. | Qualifiés après barrages | Total qualifiés | Début des qualifications | Fin des qualifications |
| ------------- | ------- | ------------------ | ------- | --------------------------------------- | ------------------ | -------------------------------------- | ---------------------- | ------------------------ | --------------- | ------------------------ | ---------------------- |
| UEFA          | 55      | 55                 | 51      | Éliminatoires UEFA                      | -                  | 11                                     | 1                      | 1                        | 12              | 16 septembre 2021        | 11 octobre 2022        |
| AFC           | 47      | 46                 | 32      | Coupe d'Asie féminine de football 2022  | 1                  | 5                                      | 2                      | 0                        | 6               | 17 septembre 2021        | 6 février 2022         |
| CONCACAF      | 41      | 35                 | 32      | Championnat féminin de la CONCACAF 2022 | -                  | 4                                      | 2                      | 2                        | 6               | 24 novembre 2021         | 24 juillet 2022        |
| CAF           | 56      | 54                 | 45      | Coupe d'Afrique des nations 2022        | -                  | 4                                      | 2                      | 0                        | 4               | 18 octobre 2021          | 23 juillet 2022        |
| CONMEBOL      | 10      | 10                 | 10      | Copa América 2022                       | -                  | 3                                      | 2                      | 0                        | 3               | 8 juillet 2022           | 30 juillet 2022        |
| OFC           | 13      | 11                 | 10      | Coupe d'Océanie 2022                    | 1                  | 0                                      | 1                      | 0                        | 1               | 5 juillet 2022           | 31 juillet 2022        |
| Total         |         | 211                | 180     |                                         | 2                  | 27                                     | 10                     | 3                        | 32              | 16 septembre 2021        | 23 février 2023        |

## Liste des qualifiés

### Par mode de qualification
- Pays hôtes (qualifiés d'office) :
  -  Australie
  -  Nouvelle-Zélande
- Europe (UEFA) : Éliminatoires de la zone Europe de la Coupe du monde féminine de football 2023
  -  Suède
  -  Espagne
  -  Pays-Bas
  -  Angleterre
  -  Danemark
  -  Norvège
  -  Italie
  -  Allemagne
  -  France
  -  Suisse 1re place des Barrages
  -  République d'Irlande 2e place des Barrages
- Asie (AFC) : Coupe d'Asie féminine de football 2022
  -  Chine Vainqueur
  -  Corée du Sud Finale
  -  Japon Demi-finale
  -  Philippines Demi-finale
  -  Viêt Nam 1re place du repêchage
- Amérique du Nord, Amérique centrale et Caraïbes (CONCACAF) : Championnat féminin de la CONCACAF 2022
  -  États-Unis Vainqueur
  -  Canada Finaliste
  -  Jamaïque Demi-finaliste 3e place
  -  Costa Rica Demi-finaliste 4e place
- Afrique (CAF) : Coupe d'Afrique des nations féminine de football 2022
  -  Afrique du Sud Vainqueur
  -  Maroc Finaliste
  -  Zambie Demi-finaliste 3e place
  -  Nigeria Demi-finaliste 4e place
- Amérique du Sud (CONMEBOL) : Copa América féminine 2022
  -  Brésil Vainqueur
  -  Colombie 2e place
  -  Argentine 3e place
- Océanie (OFC) : Coupe d'Océanie féminine de football 2022
  - Pas de qualification directe
- Barragistes qualifiés : Barrages intercontinentaux
  -  Portugal (UEFA)
  -  Haïti (CONCACAF)
  -  Panama (CONCACAF)

### Par ordre chronologique
| Ordre de qualification | Équipe               | Parcours                                                                | Date de qualification                                                   | Phase finale | Dernière participation | Meilleure performance passée            | Coupe du monde 2019 |
| ---------------------- | -------------------- | ----------------------------------------------------------------------- | ----------------------------------------------------------------------- | ------------ | ---------------------- | --------------------------------------- | ------------------- |
| 1                      | Australie            | Qualifiés d'office (pays hôte), désignation par la FIFA le 25 juin 2020 | Qualifiés d'office (pays hôte), désignation par la FIFA le 25 juin 2020 | 8e           | 2019                   | Quart de finale (2007, 2011, 2015)      | Huitième de finale  |
| 1                      | Nouvelle-Zélande     | Qualifiés d'office (pays hôte), désignation par la FIFA le 25 juin 2020 | Qualifiés d'office (pays hôte), désignation par la FIFA le 25 juin 2020 | 6e           | 2019                   | 1er tour (1991, 2007, 2011, 2015, 2019) | 1er tour            |
| 3                      | Japon                | Demi-finale de la Coupe d'Asie féminine de football 2022 AFC            | 30 janvier 2022                                                         | 9e           | 2019                   | Vainqueur (2011)                        | Huitième de finale  |
| 3                      | Corée du Sud         | Finale de la Coupe d'Asie féminine de football 2022 AFC                 | 30 janvier 2022                                                         | 4e           | 2019                   | Huitième de finale (2015)               | 1er tour            |
| 3                      | Chine                | Vainqueur de la Coupe d'Asie féminine de football 2022 AFC              | 30 janvier 2022                                                         | 8e           | 2019                   | Finaliste (1999)                        | Huitième de finale  |
| 3                      | Philippines          | Demi-finale de la Coupe d'Asie féminine de football 2022 AFC            | 30 janvier 2022                                                         | 1re          | -                      | -                                       | Non qualifié        |
| 7                      | Viêt Nam             | 1re place du repêchage de la Coupe d'Asie féminine de football 2022 AFC | 6 février 2022                                                          | 1re          | -                      | -                                       | Non qualifié        |
| 8                      | France               | 1re place du Groupe I de la zone Europe UEFA                            | 12 avril 2022                                                           | 5e           | 2019                   | 4e (2011)                               | Quart de finale     |
| 8                      | Suède                | 1re place du Groupe A de la zone Europe UEFA                            | 12 avril 2022                                                           | 9e           | 2019                   | Finaliste (2003)                        | Troisième           |
| 8                      | Espagne              | 1re place du Groupe B de la zone Europe UEFA                            | 12 avril 2022                                                           | 3e           | 2019                   | Huitième de finale (2019)               | Huitième de finale  |
| 11                     | Danemark             | 1re place du Groupe E de la zone Europe UEFA                            | 2 mai 2022                                                              | 5e           | 2007                   | Quart de finale (1991, 1995)            | Non qualifié        |
| 12                     | États-Unis           | Vainqueur du championnat féminin de la CONCACAF 2022                    | 7 juillet 2022                                                          | 9e           | 2019                   | Vainqueur (1991, 1999, 2015, 2019)      | Champion            |
| 13                     | Canada               | Finaliste du championnat féminin de la CONCACAF 2022                    | 8 juillet 2022                                                          | 8e           | 2019                   | 4e (2003)                               | Huitième de finale  |
| 13                     | Costa Rica           | Quatrième du championnat féminin de la CONCACAF 2022                    | 8 juillet 2022                                                          | 2e           | 2015                   | 1er Tour (2015)                         | Non qualifié        |
| 15                     | Jamaïque             | Troisième du championnat féminin de la CONCACAF 2022                    | 11 juillet 2022                                                         | 2e           | 2019                   | 1er Tour (2019)                         | 1er Tour            |
| 16                     | Zambie               | Troisième de la Coupe d'Afrique des nations féminine de football 2022   | 13 juillet 2022                                                         | 1re          | -                      | -                                       | Non qualifié        |
| 16                     | Maroc                | Finaliste de la Coupe d'Afrique des nations féminine de football 2022   | 13 juillet 2022                                                         | 1re          | -                      | -                                       | Non qualifié        |
| 18                     | Nigeria              | Quatrième de la Coupe d'Afrique des nations féminine de football 2022   | 14 juillet 2022                                                         | 9e           | 2019                   | Quart de finale (1999)                  | Huitième de finale  |
| 18                     | Afrique du Sud       | Vainqueur de la Coupe d'Afrique des nations féminine de football 2022   | 14 juillet 2022                                                         | 2e           | 2019                   | 1er Tour (2019)                         | 1er Tour            |
| 20                     | Colombie             | Finaliste de la Copa América féminine 2022                              | 25 juillet 2022                                                         | 3e           | 2015                   | Huitième de finale (2015)               | Non qualifié        |
| 21                     | Brésil               | Vainqueur de la Copa América féminine 2022                              | 26 juillet 2022                                                         | 9e           | 2019                   | Finaliste (2007)                        | Huitième de finale  |
| 22                     | Argentine            | Troisième de la Copa América féminine 2022                              | 29 juillet 2022                                                         | 4e           | 2019                   | 1er Tour (2003, 2007, 2019)             | 1er Tour            |
| 23                     | Norvège              | 1re place du Groupe F de la zone Europe UEFA                            | 2 septembre 2022                                                        | 9e           | 2019                   | Vainqueur (1995)                        | Quart de finale     |
| 24                     | Allemagne            | 1re place du Groupe H de la zone Europe UEFA                            | 3 septembre 2022                                                        | 9e           | 2019                   | Vainqueur (2003, 2007)                  | Quart de finale     |
| 24                     | Angleterre           | 1re place du Groupe D de la zone Europe UEFA                            | 3 septembre 2022                                                        | 6e           | 2019                   | 3e (2015)                               | 4e                  |
| 26                     | Italie               | 1re place du Groupe G de la zone Europe UEFA                            | 6 septembre 2022                                                        | 4e           | 2019                   | Quart de finale (1991, 2019)            | Quart de finale     |
| 26                     | Pays-Bas             | 1re place du Groupe C de la zone Europe UEFA                            | 6 septembre 2022                                                        | 3e           | 2019                   | Finaliste (2019)                        | Finaliste           |
| 28                     | Suisse               | Premier vainqueur des barrages de la zone Europe UEFA                   | 11 octobre 2022                                                         | 2e           | 2015                   | Huitième de finale (2015)               | Huitième de finale  |
| 28                     | République d'Irlande | Deuxième vainqueur des barrages de la zone Europe UEFA                  | 11 octobre 2022                                                         | 1re          | -                      | -                                       | Non qualifié        |
| 30                     | Portugal             | Vainqueur barrage intercontinental (gr. A)                              | 22 février 2023                                                         | 1re          | -                      | -                                       | Non qualifié        |
| 31                     | Haïti                | Vainqueur barrage intercontinental (gr. B)                              | 22 février 2023                                                         | 1re          | -                      | -                                       | Non qualifié        |
| 32                     | Panama               | Vainqueur barrage intercontinental (gr. C)                              | 23 février 2023                                                         | 1re          | -                      | -                                       | Non qualifié        |

Non qualifiés de l'édition 2019 :
- Cameroun Huitième de finale
- Écosse 1er tour
- Thaïlande 1er tour

## Europe (UEFA)
Nombre de qualifiés : 11 ou 12 sur 51.
- L'Europe est le seul continent où la qualification féminine se fait indépendamment de sa Coupe continentale. Ainsi, l'Euro 2022 est sans conséquence pour la Coupe du monde 2023.

### Phase principale de groupes
- La phase de groupes (du 16 septembre 2021 au 6 septembre 2022) oppose les 51 pays répartis en 3 groupes de 5 et 6 groupes de 6, qui s'affrontent lors de tournois toutes rondes à deux tours.
- Les 9 vainqueurs de groupe sont directement qualifiés pour la Coupe du monde 2023.
- Les deuxièmes accèdent aux barrages UEFA.

| Rang | Groupe A             | Groupe B   | Groupe C    | Groupe D          | Groupe E           |
| ---- | -------------------- | ---------- | ----------- | ----------------- | ------------------ |
| 1    | Suède                | Espagne    | Pays-Bas    | Angleterre        | Danemark           |
| 2    | République d'Irlande | Écosse     | Islande     | Autriche          | Bosnie-Herzégovine |
| 3    | Finlande             | Ukraine    | Tchéquie    | Irlande du Nord   | Monténégro         |
| 4    | Slovaquie            | Hongrie    | Biélorussie | Luxembourg        | Malte              |
| 5    | Géorgie              | Îles Féroé | Chypre      | Macédoine du Nord | Azerbaïdjan        |
| 6    |                      |            |             | Lettonie          | Russie DSQ         |

DSQ : À la suite de l'invasion de l'Ukraine le 24 février 2022 et aux sanctions internationales qu'elle a entraînées, l'UEFA décide le 2 mai 2022 que la Russie ne disputera pas ses matchs restants et annule la totalité de ses résultats (disqualification).
| Rang | Groupe F | Groupe G | Groupe H  | Groupe I       |
| ---- | -------- | -------- | --------- | -------------- |
| 1    | Norvège  | Suisse   | Allemagne | France         |
| 2    | Belgique | Italie   | Portugal  | Pays de Galles |
| 3    | Pologne  | Roumanie | Serbie    | Slovénie       |
| 4    | Albanie  | Croatie  | Turquie   | Grèce          |
| 5    | Kosovo   | Lituanie | Israël    | Kazakhstan     |
| 6    | Arménie  | Moldavie | Bulgarie  | Estonie        |

- Sélection qualifiée pour la Coupe du monde 2023
- Sélection accédant aux barrages UEFA
- Sélection éliminée

### Barrages
- Des barrages disputés du 3 au 11 octobre 2022 sous forme de matchs simples opposent les 9 équipes qui ont terminé à la deuxième place de leur groupe. Ces barrages attribuent deux places en phase finale de la Coupe du monde plus une place de barragiste intercontinental.
- Ces barrages se font sur deux tours :
  - Les 3 « meilleurs deuxièmes », déterminés par un classement comparatif, sont exemptés de premier tour.
  - Les 6 autres équipes s'affrontent au premier tour
  - Au second tour, les trois exemptés affrontent les trois équipes issues du premier tour.

- À l'issue des barrages, un classement comparatif des 3 vainqueurs est effectué en combinant les résultats obtenus lors de la phase principale de groupes et le résultat du dernier match de barrage (second tour) :
  - Les deux premiers de ce classement sont directement qualifiés pour la Coupe du monde 2023.
  - Le troisième accède aux barrages intercontinentaux.

| Classement              | Nation               |
| ----------------------- | -------------------- |
| 1                       | Suisse               |
| 2                       | République d'Irlande |
| 3                       | Portugal             |
| Éliminés (second tour)  | Écosse               |
| Éliminés (second tour)  | Islande              |
| Éliminés (second tour)  | Pays de Galles       |
| Éliminés (premier tour) | Autriche             |
| Éliminés (premier tour) | Belgique             |
| Éliminés (premier tour) | Bosnie-Herzégovine   |

- Sélection qualifiée pour la Coupe du monde 2023
- Sélection accédant aux barrages intercontinentaux
- Sélection éliminée

## Asie (AFC)
Nombre d'équipes qualifiables : 5 à 7 (5 directement + 2 barragistes intercontinentaux) sur 27.
La Coupe d'Asie sert de qualification pour la Coupe du monde.
- La phase finale de la Coupe d'Asie féminine de football 2022 se déroule en Inde du 20 janvier au 6 février 2022.
  - Les quatre demi-finalistes sont qualifiés pour la Coupe du monde 2023.
  - Les quarts de finalistes perdants, à l'exception de l'Australie qui n'est pas concernée car déjà qualifiée d'office, s'affrontent entre eux :
    - La première des trois équipes qui disputent ce tour de qualification supplémentaire est directement qualifié pour la Coupe du monde
    - Les deux suivantes accèdent aux barrages intercontinentaux.

| Place              | Nation         | Stade de la compétition |
| ------------------ | -------------- | ----------------------- |
| Médaille d'or      | Chine          | Vainqueur               |
| Médaille d'argent  | Corée du Sud   | Finale                  |
| Médaille de bronze | Japon          | Demi-finale             |
| 4                  | Philippines    | Demi-finale             |
| 5*                 | Australie      | Quart de finale         |
| 1er S              | Viêt Nam       | Quart de finale         |
| 2e S               | Taipei chinois | Quart de finale         |
| 3e S               | Thaïlande      | Quart de finale         |
|                    | Iran           | Premier tour            |
|                    | Birmanie       | Premier tour            |
|                    | Indonésie      | Premier tour            |
| -                  | Inde           | Forfait                 |

- 5* = Qualifié d'office pour la Coupe du monde en tant que pays hôte.
- 3e S = Troisième du tour supplémentaire de qualification.

- Sélection qualifiée pour la Coupe du monde 2023
- Sélection accédant aux barrages intercontinentaux

## Amérique du Nord, Amérique centrale et Caraïbes (CONCACAF)
Nombre d'équipes qualifiables : 4 à 6 (4 directement + 2 barragistes intercontinentaux) sur 32.
Le Championnat de la CONCACAF sert de qualification pour la Coupe du monde.
- La phase finale du Championnat féminin de la CONCACAF 2022 se déroule au Mexique du 9 au 24 juillet 2022 et réunit huit équipes.
- Les quatre demi-finalistes sont qualifiés pour la Coupe du monde 2023.
- Les 2 troisièmes de groupe du premier tour accèdent aux barrages intercontinentaux.

| Place              | Nation            | Stade de la compétition |
| ------------------ | ----------------- | ----------------------- |
| Médaille d'or      | États-Unis        | Vainqueur               |
| Médaille d'argent  | Canada            | Finale                  |
| Médaille de bronze | Jamaïque          | Demi-finale             |
| 4                  | Costa Rica        | Demi-finale             |
| 5                  | Panama            | Premier tour 3e         |
| 6                  | Haïti             | Premier tour 3e         |
| 7                  | Mexique           | Premier tour 4e         |
| 8                  | Trinité-et-Tobago | Premier tour 4e         |

- Sélection qualifiée pour la Coupe du monde 2023
- Sélection accédant aux barrages intercontinentaux
- Sélection éliminée

## Afrique (CAF)
Nombre d'équipes qualifiables : 4 à 6 (4 directement + 2 barragistes intercontinentaux) sur 45.
La Coupe d'Afrique des nations sert de qualification pour la Coupe du monde.
- La phase finale de la Coupe d'Afrique des nations féminine de football 2022 se déroule au Maroc du 2 au 23 juillet 2022.
- Les quatre demi-finalistes sont qualifiés pour la Coupe du monde 2023.
- Les quatre perdants des quarts de finale s'affrontent sur un match à élimination directe : les deux vainqueurs sont qualifiés pour les barrages intercontinentaux.

| Place              | Nation         | Stade de la compétition |
| ------------------ | -------------- | ----------------------- |
| Médaille d'or      | Afrique du Sud | Vainqueur               |
| Médaille d'argent  | Maroc          | Finale                  |
| Médaille de bronze | Zambie         | Demi-finale             |
| 4                  | Nigeria        | Demi-finale             |
| 5                  | Sénégal        | Quarts de finale        |
| 6                  | Cameroun       | Quarts de finale        |
| 7                  | Tunisie        | Quarts de finale        |
| 8                  | Botswana       | Quarts de finale        |
| 9                  | Burkina Faso   | Premier tour            |
| 10                 | Ouganda        | Premier tour            |
| 11                 | Togo           | Premier tour            |
| 12                 | Burundi        | Premier tour            |

- Sélection qualifiée pour la Coupe du monde 2023
- Sélection accédant aux barrages intercontinentaux
- Sélection éliminée

## Amérique du Sud (CONMEBOL)
Nombre d'équipes qualifiables : 3 à 5 (3 directement + 2 barragistes intercontinentaux) sur 10.
- La Copa América féminine 2022 se déroule du 8 au 30 avril 2022 en Colombie.
- Les trois premiers, soit les finalistes et le vainqueur du match pour la troisième place, sont qualifiés pour la Coupe du monde 2023.
- Le quatrième demi-finaliste ainsi que le vainqueur du match pour la cinquième place opposant les deux troisièmes de groupe du premier tour disputent les barrages intercontinentaux.

| Place              | Nation    | Stade de la compétition |
| ------------------ | --------- | ----------------------- |
| Médaille d'or      | Brésil    | Vainqueur               |
| Médaille d'argent  | Colombie  | Finale                  |
| Médaille de bronze | Argentine | Demi-finale             |
| 4                  | Paraguay  | Demi-finale             |
| 5                  | Chili     | Match pour la 5e place  |
| 6                  | Venezuela | Match pour la 5e place  |
| 7                  | Équateur  | Premier tour            |
| 8                  | Uruguay   | Premier tour            |
| 9                  | Bolivie   | Premier tour            |
| 10                 | Pérou     | Premier tour            |

- Sélection qualifiée pour la Coupe du monde 2023
- Sélection accédant aux barrages intercontinentaux
- Sélection éliminée

## Océanie (OFC)
Nombre d'équipes qualifiables : 0 ou 1 (1 barragiste intercontinental) sur 9.
La Coupe d'Océanie sert de qualification pour la Coupe du monde.
- La phase finale de la Coupe d'Océanie féminine de football 2022 se déroule du 5 au 31 juillet 2022 au Fidji.
- Le vainqueur de la compétition se qualifie pour les barrages intercontinentaux.

| Place              | Nation                    | Stade de la compétition |
| ------------------ | ------------------------- | ----------------------- |
| Médaille d'or      | Papouasie-Nouvelle-Guinée | Vainqueur               |
| Médaille d'argent  | Fidji                     | Finale                  |
| Médaille de bronze | Salomon                   | Demi-finale             |
| 4                  | Samoa                     | Demi-finale             |
| 5                  | Tonga                     | Quart de finale         |
| 6                  | Tahiti                    | Quart de finale         |
| 7                  | Îles Cook                 | Quart de finale         |
| 8                  | Nouvelle-Calédonie        | Quart de finale         |
| 9                  | Vanuatu                   | Premier tour            |

- Sélection accédant aux barrages intercontinentaux
- Sélection éliminée

## Barrages intercontinentaux
Liste des participants (par ordre alphabétique) :
- Cameroun
- Chili
- Haïti
- Panama
- Papouasie-Nouvelle-Guinée
- Portugal
- Paraguay
- Sénégal
- Taipei chinois
- Thaïlande

Le tournoi des barrages intercontinentaux se déroule du 17 au 23 février 2023 en Nouvelle-Zélande. Les dix équipes sont réparties dans trois voies distinctes, chacune offrant une place pour la Coupe du monde. Le barragiste le mieux classé de la FIFA est qualifié d'office pour la finale de la voie A (3 pays). Le deuxième barragiste le mieux classé est qualifié d'office pour la finale de la voie B (3 pays également). Les barragistes classés 3e et 4e sont désignés têtes de série pour les demi-finales de la voie C (4 pays). Les autres barragistes sont tirés au sort pour être affectés aux différentes voies, le tirage étant arrangé de sorte que toutes les rencontres soient effectivement inter-continentales. Les vainqueurs de chaque voie se qualifient pour la Coupe du monde.
Voie A
|  | Demi-finale | Demi-finale | Demi-finale | Demi-finale |                           |   | Finale                    | Finale | Finale | Finale |
|  |             |             |             |             |                           |   |                           |        |        |        |
|  |             |             |             |             |                           |   | 22 février 2023, Hamilton |        |        |        |
|  |             |             |             |             |                           |   |                           |        |        |        |
|  |             |             |             |             |                           |   |                           |        |        |        |
|  |             |             |             |             |                           |   |                           |        |        |        |
|  | Portugal    | Portugal    | 2           | 2           |                           |   |                           |        |        |        |
|  | Portugal    | Portugal    | 2           | 2           | 18 février 2023, Hamilton |   |                           |        |        |        |
|  |             |             | Cameroun    | Cameroun    | 1                         | 1 |                           |        |        |        |
|  | Cameroun    | Cameroun    | Cameroun    | Cameroun    | 1                         | 1 | 2                         | 2      |        |        |
|  | Cameroun    | Cameroun    |             |             |                           |   |                           | 2      |        |        |
|  | Thaïlande   | Thaïlande   | 0           | 0           |                           |   |                           |        |        |        |
|  | Thaïlande   | Thaïlande   | 0           | 0           |                           |   |                           |        |        |        |

Voie B
|  | Demi-finale | Demi-finale | Demi-finale | Demi-finale |                           |   | Finale                    | Finale | Finale | Finale |
|  |             |             |             |             |                           |   |                           |        |        |        |
|  |             |             |             |             |                           |   | 22 février 2023, Auckland |        |        |        |
|  |             |             |             |             |                           |   |                           |        |        |        |
|  |             |             |             |             |                           |   |                           |        |        |        |
|  |             |             |             |             |                           |   |                           |        |        |        |
|  | Chili       | Chili       | 1           | 1           |                           |   |                           |        |        |        |
|  | Chili       | Chili       | 1           | 1           | 18 février 2023, Auckland |   |                           |        |        |        |
|  |             |             | Haïti       | Haïti       | 2                         | 2 |                           |        |        |        |
|  | Sénégal     | Sénégal     | Haïti       | Haïti       | 2                         | 2 | 0                         | 0      |        |        |
|  | Sénégal     | Sénégal     |             |             |                           |   |                           | 0      |        |        |
|  | Haïti       | Haïti       | 4           | 4           |                           |   |                           |        |        |        |
|  | Haïti       | Haïti       | 4           | 4           |                           |   |                           |        |        |        |

Voie C
|  | Demi-finale               | Demi-finale               | Demi-finale               | Demi-finale               |          |          | Finale                    | Finale                    | Finale                    | Finale                    |
|  |                           |                           |                           |                           |          |          |                           |                           |                           |                           |
|  | 19 février 2023, Hamilton | 19 février 2023, Hamilton | 19 février 2023, Hamilton | 19 février 2023, Hamilton |          |          | 23 février 2023, Hamilton | 23 février 2023, Hamilton | 23 février 2023, Hamilton | 23 février 2023, Hamilton |
|  | Taipei chinois            | Taipei chinois            | 2ap (2)                   | 2ap (2)                   |          |          | 23 février 2023, Hamilton | 23 février 2023, Hamilton | 23 février 2023, Hamilton | 23 février 2023, Hamilton |
|  | Taipei chinois            | Taipei chinois            | 2ap (2)                   | 2ap (2)                   |          |          | 23 février 2023, Hamilton | 23 février 2023, Hamilton | 23 février 2023, Hamilton | 23 février 2023, Hamilton |
|  | Paraguay                  | Paraguay                  | 2 tab(4)                  | 2 tab(4)                  |          |          | 23 février 2023, Hamilton | 23 février 2023, Hamilton | 23 février 2023, Hamilton | 23 février 2023, Hamilton |
|  | Paraguay                  | Paraguay                  | 2 tab(4)                  | 2 tab(4)                  | Paraguay | Paraguay | 0                         | 0                         |                           |                           |
|  | 19 février 2023, Auckland |                           |                           |                           | Paraguay | Paraguay | 0                         | 0                         |                           |                           |
|  |                           |                           | Panama                    | Panama                    | 1        | 1        |                           |                           |                           |                           |
|  | Papouasie-Nouvelle-Guinée | Papouasie-Nouvelle-Guinée | Panama                    | Panama                    | 1        | 1        | 0                         | 0                         |                           |                           |
|  | Papouasie-Nouvelle-Guinée | Papouasie-Nouvelle-Guinée |                           |                           |          |          |                           | 0                         |                           |                           |
|  | Panama                    | Panama                    | 2                         | 2                         |          |          |                           |                           |                           |                           |
|  | Panama                    | Panama                    | 2                         | 2                         |          |          |                           |                           |                           |                           |